# SmugMug
SmugMug là một dịch vụ chia sẻ hình ảnh, lưu trữ hình ảnh và nền tảng video trực tuyến có trả phí mà người dùng có thể tải lên ảnh và video. SmugMug cũng tạo điều kiện để bán các phương tiện kỹ thuật số và in ấn cho các nhiếp ảnh gia nghiệp dư và chuyên nghiệp. Ngày 20 tháng 4 năm 2018, SmugMug đã mua Flickr từ Oath Inc.

## Lịch sử

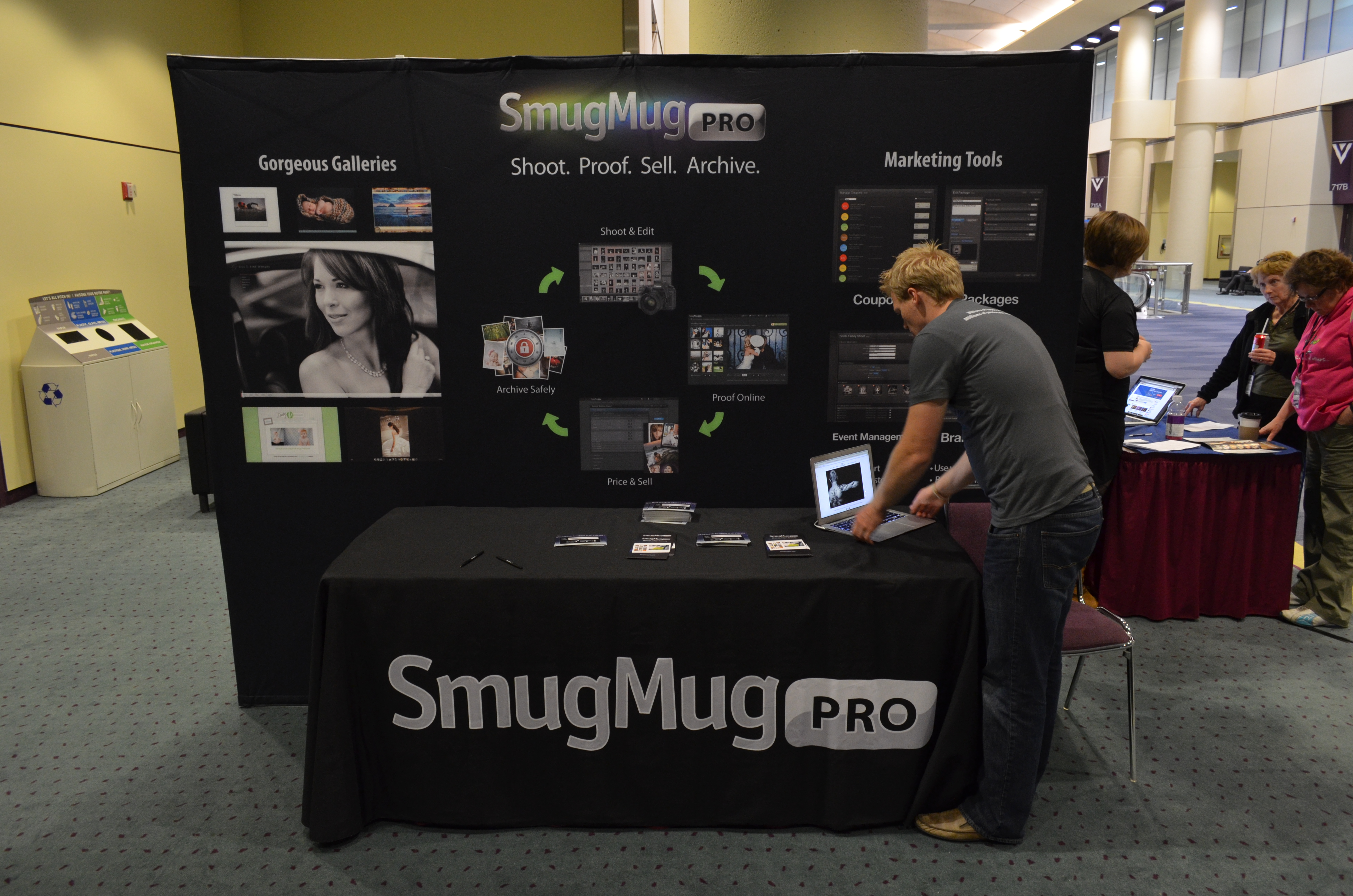
Gian hội nghị SmugMug.

SmugMug được thành lập bởi cha con nhà Don và Chris MacAskill và ra mắt vào ngày 3 tháng 11 năm 2002.
Trong năm 2010, hai petabyte ảnh đã được lưu trữ trên dịch vụ Amazon S3.
Vào ngày 20 tháng 4 năm 2018, SmugMug đã mua lại Flickr từ Oath Inc.